# Battle Harbour
Battle Harbour (en Inuttitut : Putlavak), est un village et un port de pêche d'été situé sur la côte du Labrador, dans le Terre-Neuve-et-Labrador au Canada.

## Toponymie
Le toponyme de "Battle Harbour" est dérivé du terme portugais "Batal" qui désigne un bateau. Le lieu est ainsi désigné sur les cartes maritimes portugaises du XVIe siècle.

## Géographie
La localité est située à la pointe extrême-orientale du Canada, à moins d'une dizaine de kilomètres du cap St Charles.

## Histoire
Des premières implantations ont eu lieu dans les années 1770. Un cimetière au nord de l'île date de 1920. L'arrondissement historique de Battle Harbour a été reconnu Lieu historique national du Canada en 1997.